# Леферм, Лоик
Лоик Леферм (фр. Loïc Leferme; 28 августа 1970, Дюнкерк, Франция — 11 апреля 2007, Вильфранш-сюр-Мер, Франция) — французский фридайвер. Пятикратный мировой рекордсмен. Обладатель мирового рекорда по глубине погружения, который продержался до 2 октября 2005 года, когда был улучшен Гербертом Ницшем.

## Биография
В 1990 году Лоик вместе с Roland Specker и Claude Chapuis в Нице основали AIDA International. В 2002 году установил мировой рекорд по фридайвингу, погрузившись на глубину 162 метра. Первый его мировой рекорд в 1999 году составлял 137 метров. 30 октября 2004 года он улучшил собственный рекорд до 171 метра в категории «no limits».

## Гибель
В процессе подготовки к попытке установления нового мирового рекорда, запланированной на июль 2007 года, Лоик Леферм погиб выполняя тренировочное погружение в заливе Вильфранш-сюр-Мер. Погрузившись на 171 метр он не сумел подняться на поверхность из-за проблем подъемной системы, в которой, по-видимому, запутался трос или груз.